# Hitiaa O Te Ra
Hitiaa O Te Ra es una comuna francesa situada en la subdivisión de Islas de Barlovento, que forma parte de la colectividad de ultramar de Polinesia Francesa.

## Composición
Está formada por la unión de las cuatro comunas asociadas de Hitiaa, Mahaena, Papenoo y Tiarei, que están situadas en la isla de Tahití:
| Comuna asociada de Hitiaa     |                  |                  |                    |
| Fracción de la isla de Tahití | Población (2012) | Superficie (km²) | Densidad (hab/km²) |
| Hitiaa                        | 1944             | 36.4             | 36                 |
| Comuna asociada de Mahaena    |                  |                  |                    |
| Fracción de la isla de Tahití | Población (2012) | Superficie (km²) | Densidad (hab/km²) |
| Mahaena                       | 1106             | 39.4             | 39                 |
| Comuna asociada de Papenoo    |                  |                  |                    |
| Fracción de la isla de Tahití | Población (2012) | Superficie (km²) | Densidad (hab/km²) |
| Papenoo                       | 3765             | 106.8            | 107                |
| Comuna asociada de Tiarei     |                  |                  |                    |
| Fracción de la isla de Tahití | Población (2012) | Superficie (km²) | Densidad (hab/km²) |
| Tiarei                        | 2770             | 35.6             | 36                 |

## Demografía
| Gráfica de evolución demográfica de Hitiaa O Te Ra entre 1971 y 2012 |
|                                                                      |

Fuente: Insee